# Alcimochthes
Alcimochthes es un género asiático de arañas cangrejo de la familia Thomisidae.

## Especies
- Alcimochthes limbatus Simon, 1885
- Alcimochthes melanophthalmus Simon, 1903
- Alcimochthes meridionalis Tang & Li, 2009